# Medúsa

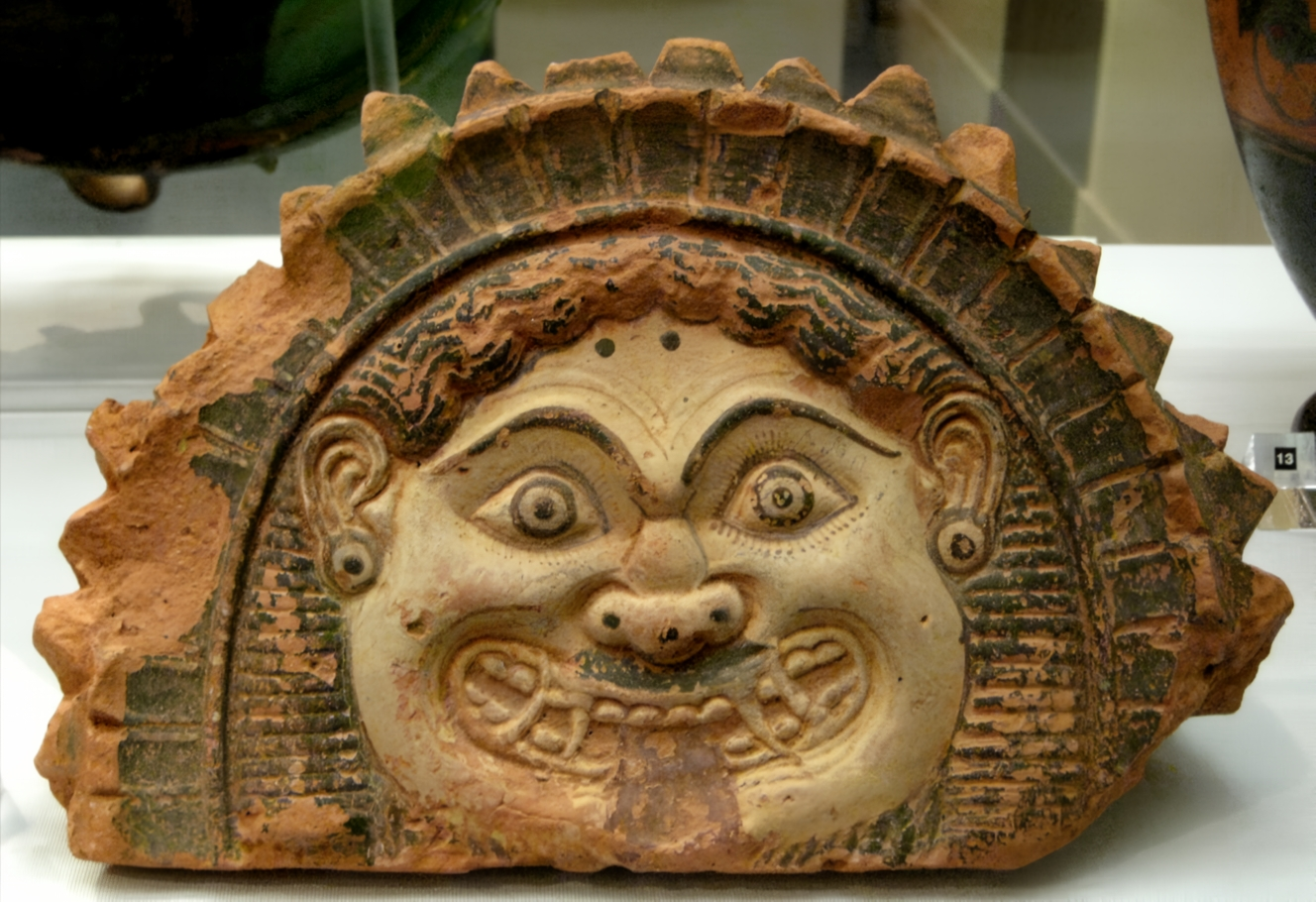
Hlava Gorgony Medúsy na antefixu z 4. století př. n. l., nález snad z ostrova Thasos, Puškinovo muzeum

Medúsa, starořecky Μέδουσα „strážkyně“, latinsky Medousa, je v řecké mytologii jedna ze tří zrůdných Gorgon, dcer mořského boha Forkýna a jeho družky Kétó. Zpravidla je popisovaná jako okřídlená žena s hady místo vlasů, která ty, co se zadívají do jejích očí, promění v kámen. Byla zabita hrdinou Perseem a z její krve se zrodil Chrýsáór a Pegas.

## Mytologie
Podle Hésiodovy Theogonie mořský bůh Forkýnos a jeho družka Kétó zplodili tři sestry Graie a tři sestry Gorgony: Medúsu, Euryalé a Sthenó, které žijí za Ókeanem ve společnosti Hesperidek. Druhé dvě jmenované jsou nesmrtelné a nestárnoucí, ale Medúsa byla smrtelná. Medúsa také měla milenecký vztah s Poseidónem a z její krve, poté co jí usekl hlavu Perseus, se zrodili Chrysáór a Pegasos.
Podání o původu Medúsy a jejích sester se objevuje také v eposu Kýpria, kde je navíc uváděno že obývaly ostrov Sarpedon, a v dalších textech jako je Pseudo-Apollodórova Bibliothéka. Podle Aischylova Upoutaného Prométhea žily Gorgony, též zvané Forkýdy, na pláních u mýsijského města Kithéné. Toto dílo sestry také poprvé popisuje jako okřídlené, s hadími vlasy (drakontomalloi), a uvádí že pohled na ně je smrtelný. V Hyginových Fabulae je však uvedeno, že otcem Medúsy a zbylých Gorgon je Gorgón, syn Týfóna a Echidny.
Motiv Medúsy a Poseidóna zmíněný Hésidodem se opět objevuje až v Ovidiových Proměnách, podle kterých byla Medúsa znásilněna Neptunem v Minervině chrámu a bohyně ji za to potrestala proměněním jejích krásných vlasů v hady. Ve stejném díle a v Pseudo-Apollodórově Bibliothéce se objevuje také motiv, že Minerva byla na Medúsu rozhořčena, protože ta srovnávala svoji krásu či krásu svých vlasů s krásou Minervinou.
Když ji později zabil Perseus, měl ku pomoci okřídlené sandály a kouzelnou přilbu, která ho učinila neviditelným. Na Medúsu zaútočil z výšky, díval se na její odraz ve svém štítu, který nastavil jako zrcadlo, a usekl jí hlavu.
Po její smrti vyskočil z jejího těla obr Chrýsáór a okřídlený kůň Pegas. Z kapek její krve se rodili jedovatí hadi.
Medúsina hlava byla strašnou zbraní, která protivníky měnila v kámen. Perseus ji použil prý čtyřikrát:
- na titána Atlanta
- na mořskou obludu zvanou Kétos, jež měla zahubit Andromedu
- na Fínea, odmítnutého ženicha své manželky
- proti králi Polydektovi za násilnosti vůči své matce

Potom Perseus odevzdal hlavu Medúsy bohyni Athéně, která si ji připevnila na svůj nezdolný štít aigidu (egidu).

## Odraz v umění

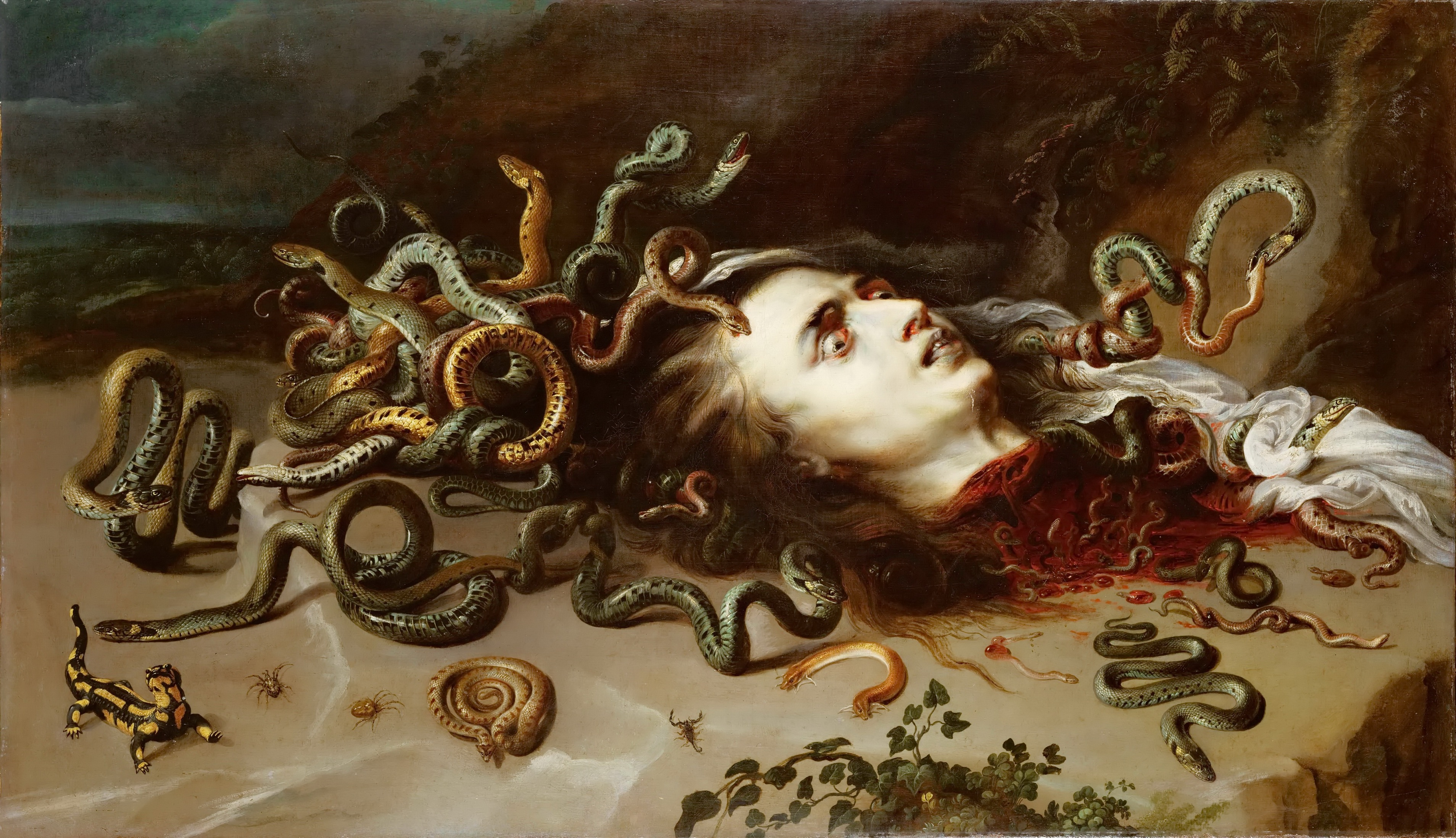
Hlava Medusy na Rubensově obraze, Uměleckoprůmyslové muzeum ve Vídni

Podoba Medusy se objevuje na velkém množství vyobrazení. Mezi nejznámější patří
- reliéf Medusa Rondanini z počátku našeho letopočtu
- obraz v Casa della Medusa v Pompejích
- Rubensův obraz ze sbírek Moravské galerie Brno[3]
- jeden z nejstarších reliéfů Smrt Medusy, jehož kopie je v Národním muzeu